# Eduard Raehlmann
Eduard Raehlmann (Ibbenbüren, 19 marzo 1848 – Weimar, 1º settembre 1917) è stato un oculista tedesco.

## Biografia
Studiò medicina presso le Università di Würzburg e Halle, ottenendo il dottorato presso quest'ultima istituzione nel 1872. Nel 1875, ottenne la sua abilitazione presso l'Università di Strasburgo, e nel 1879 succedette a Georg von Oettingen come professore di oftalmologia all'Università di Dorpat. Dopo il 1900, lavorò come studioso privato a Weimar.
Si occupò di indagini anatomiche e patologiche della cornea, nonché di studi sulla degenerazione amiloide della congiuntiva e sulla ricerca del distacco della retina. Negli stati baltici, era in prima linea nella lotta contro il tracoma. A Weimar, condusse una ricerca sulla percezione del colore e sulla fotografia a colori.

## Opere
- Über Farbenempfindung in den peripherischen Netzhautparthieen in Bezug auf normale und pathologische Brechungszustande, 1872
- Über die neuropathologische Bedeutung der Pupillenweite, 1880
- Über Trachom, 1885
- Über Mikrophthalmos, Coloboma oculi und Hemimicrosoma, 1897
- Über den Heilwerth der Therapie bei Trachom, 1898
- Über Farbensehen und Malerei; eine kunstphysiologische Abhandlung in allgemein versta¨dlicher, 1901.[2]